# Щёлково (Ферапонтовское сельское поселение)
Щёлково — деревня в Кирилловском районе Вологодской области.
Входит в состав Ферапонтовского сельского поселения, с точки зрения административно-территориального деления — в Ферапонтовский сельсовет.
Расстояние по автодороге до районного центра Кириллова — 24,5 км, до центра муниципального образования Ферапонтово — 1,5 км. Ближайшие населённые пункты — Лещёво, Ферапонтово, Усково, Шишкино.
По переписи 2002 года население — 31 человек (19 мужчин, 12 женщин). Всё население — русские.